# Augustinus van Canterbury

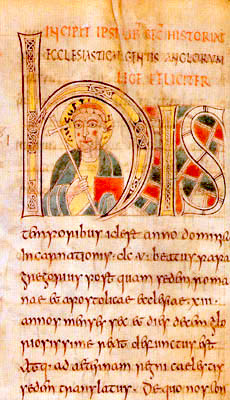
Illuminatie van een naar voren kijkende man uit het manuscript van Beda, dat in Sint Petersburg wordt bewaard. De man draagt een bisschopsstaf en zijn hoofd is omgeven door een halo.

Augustinus van Canterbury (ook wel Augustinus van Kantelberg) (waarschijnlijk eerste derde van de 6e eeuw - overleden 26 mei 604), was een benedictijner monnik. Deze rooms-katholieke geestelijke wordt als de apostel van de Angelsaksen en als de stichter van de Kerk van Engeland beschouwd.
Augustinus was praepositus (dat wil zeggen prior) van het door paus Gregorius I gestichte Sint-Andreasklooster in Rome,  toen deze paus hem in 595 aanwees om aan het hoofd van veertig monniken een missie naar Britannia te leiden met als doel om koning Æthelberht van Kent (de Bretwalda van Engeland) en de onderdanen in zijn koninkrijk Kent te kerstenen. Deze onderneming staat bekend als de Gregoriaanse missie. Kent werd waarschijnlijk gekozen omdat Æthelberht een christelijke prinses, Bertha, dochter van Charibert I de Merovingische koning van Parijs had gehuwd. Zij werd geacht een positieve invloed op haar man uit te oefenen. Voordat de zendelingen Kent hadden bereikt, hadden zij reeds overwogen om rechtsomkeert te maken, maar Gregorius spoorde hen aan om door te gaan. In 597 landden Augustinus en zijn missie op het Isle of Thanet. Vandaar reisde men door naar Canterbury, de belangrijkste stad van Æthelberhts koninkrijk.
De missie was succesvol. Koning Æthelberht bekeerde zich tot het christendom. Hij stond het de zendelingen toe om in zijn koninkrijk te prediken. Ook gaf hij hun land om buiten de stadsmuren van Canterbury een klooster te stichten. Augustinus werd tot eerste aartsbisschop van Canterbury gewijd. Hij bekeerde veel van de onderdanen van de koning. Tijdens een massale bijeenkomst op kerstdag van het jaar 597 zouden zelfs duizenden mensen gedoopt zijn. Aangemoedigd door het succes stuurde paus Gregorius in 601 additionele zendelingen naar Kent. Ook stuurde hij bemoedigende brieven en giften voor de kerken. Pogingen om de inheemse Keltische bisschoppen te overreden om zich aan de kerk van Rome te onderwerpen liepen echter op niets uit.
In 604 werden in Londen en Rochester rooms-katholieke bisschoppen aangesteld. Ook werd er een school opgericht om Angelsaksische priesters en missionarissen op te leiden. Augustinus, die blijkbaar zijn dood voelde naderen, regelde ook de wijding van zijn opvolger, Laurentius van Canterbury, een van degenen die hem vanuit Rome hadden vergezeld, tot tweede aartsbisschop van Canterbury.
Augustinus van Canterbury stierf waarschijnlijk in mei van het jaar 604. Hij werd al snel vereerd als een heilige. Zijn gedenkdag valt op 27 en 28 mei in de Rooms-Katholieke Kerk en op 26 mei in de Anglicaanse Kerk.

## Achtergrond bij de missie
Na de terugtrekking in 410 van de Romeinse legioenen uit de provincie Britannia, werden de inwoners aan hun lot overgelaten. Zij moesten zich zelf zien te verdedigen tegen de aanvallen van de Saksen. Voor de terugtrekking was Britannia tot het christendom bekeerd. Naar het zich laat aanzien was bijvoorbeeld de ascetische Pelagius uit Britannia afkomstig. Britannia stuurde in 314 drie bisschoppen naar de synode van Arles. In 396 bezocht een Gallische bisschop het eiland om te helpen bij een aantal tuchtzaken. Archeologische vondsten getuigen van een groeiende aanwezigheid van christenen, in ieder geval tot ongeveer 360. Nadat de legioenen waren vertrokken, vestigden heidense Germaanse stammen zich in de zuidelijke en oostelijke delen van het eiland, terwijl het westen van Britannia, voorbij de Angelsaksische koninkrijken, christelijk bleef.
Deze inheemse Britse Kerk ontwikkelde zich in isolatie van Rome onder invloed van missionarissen uit Ierland. De Keltische Kerk concentreerde zich op kloosters in plaats van op bisdommen. Andere onderscheidende kenmerken waren haar berekening van de datum van Pasen (computus) en de stijl van het tonsuurkapsel dat geestelijken droegen. Onder het bewijs voor het voortbestaan van het christendom in het oostelijk deel van Groot-Brittannië in deze tijd is de voortdurende cultus van Sint Albanus en het voorkomen van plaatsnamen die eindigen op eccles, welk woord afgeleid is van het Latijnse ecclesia, wat "kerk" betekent.
Er is geen bewijs dat deze inheemse christenen hebben geprobeerd om de Angelsaksen te bekeren. De invasies vernietigden in de gebieden, die in handen van de Saksen en aan hen verwante stammen vielen, de meeste overblijfselen van de Romeinse beschaving, inclusief de economische en religieuze structuren.
Het was tegen deze achtergrond dat paus Gregorius I in 595 besloot om een missie, die vaak de Gregoriaanse missie wordt genoemd, te sturen om de Angelsaksen tot het christendom te bekeren. Het Koninkrijk van Kent werd geregeerd door Æthelberht, die voor 588 en misschien wel voor 560 de christelijke Merovingische prinses Bertha had getrouwd. Bertha was de dochter van Charibert I, een van de Merovingische koningen van de Franken. Als een van de voorwaarden van haar huwelijk bracht ze een bisschop met de naam Liudhard met haar mee naar Kent. Samen herstelden zij in Canterbury een kerk die nog uit de Romeinse tijd dateerde, mogelijk de huidige St Martin's Church. Æthelberht was op dit punt nog heiden, maar hij stond zijn vrouw vrijheid van godsdienst toe. Een biograaf van Bertha stelt dat Æthelberht onder invloed van zijn vrouw paus Gregorius had gevraagd om missionarissen te sturen. De historicus Ian Wood denkt dat het initiatief van het Kentse hof en in bijzonder van de koningin kwam.
Andere historici zijn echter van mening dat Gregorius de missie zelf initieerde, hoewel de exacte redenen onduidelijk blijven. Bede, een 8e-eeuwse monnik, die een geschiedenis van de Angelsaksische  kerk schreef, schreef een beroemd verhaal waarin Gregorius blonde slaven uit Groot-Brittannië op de Romeinse slavenmarkt zag en toen werd geïnspireerd om te proberen deze mensen te bekeren. Meer praktische zaken, zoals de verwerving van nieuwe kerkprovincies, die het primaat van het pausdom erkenden, en een verlangen om de opkomende macht van het Kentse koninkrijk onder Æthelberht te beïnvloeden, speelden waarschijnlijk ook een rol. De missie kan ook een bijprodukt zijn geweest van de missionaire inspanningen om de Langobarden te bekeren.
Afgezien van Æthelberhts beslissing om zijn vrouw vrijheid van godsdienst te verlenen, werd de keuze voor Kent waarschijnlijk ingegeven door een aantal andere factoren. Kent was in die jaren de dominante macht in het zuidoosten van Brittania. Sinds de eclips van koning Ceawlin van Wessex in 592 was Æthelberht de toonaangevende Angelsaksische heerser; Bede verwijst naar Æthelberht als hebbende het imperium (overlordship) over de gebieden ten zuiden van de rivier de Humber. Er vond regelmatig handel tussen de Franken en Æthelberhts koninkrijk plaats. Ook was de taalbarrière tussen de twee gebieden blijkbaar slechts een kleine hindernis, aangezien de tolken voor de missie Frankisch waren. Ten slotte liet Kents nabije ligging ten opzichte van Frankisch gebied directe steun uit christelijk gebied toe. Er zijn verder enkele aanwijzingen, waaronder Gregorius' brieven aan Frankische koningen, waar hij om steun voor de missie vraagt, dat een deel van de Franken in deze tijd vond dat ze een legitieme claim op de opperheerschappij over een aantal van de zuidelijke Britse koninkrijken hadden. De aanwezigheid van een Frankische bisschop in Kents gebied zou geloofwaardigheid aan deze claims op overlordship kunnen hebben verleend, als Liudhard tenminste gezien werd als een vertegenwoordiger van de Frankische kerk en niet als louter een spiritueel adviseur van de koningin. De Frankische invloed was niet alleen politiek; de archeologische overblijfselen getuigen ook van een culturele invloed.
In 595 koos Gregorius Augustinus, op dat moment de prior van de abdij van Sint Andreas in Rome, om de missie naar Kent te leiden. De paus koos een gevolg van monniken om Augustinus te vergezellen. Hij zocht in een reeks van brieven steun bij de Frankische koningen en geestelijkheid. Sommige van deze brieven bevinden zich nog steeds in de archieven in Rome. Op zoek naar steun voor de missie schreef hij aan Koning Theuderik II van Bourgondië en aan koning Theudebert II van Austrasia, evenals aan hun grootmoeder Brunhilde. Gregorius bedankte verder ook koning Chlotharius II van Neustrië vanwege zijn hulp aan Augustinus. Naast gastvrijheid verstrekten de Frankische bisschoppen en koningen ook tolken en Frankische priesters om de missie te begeleiden. Door hulp te vragen bij de Frankische koningen en bisschoppen verzekerde Gregorius Augustus van een vriendelijke ontvangst in Kent, aangezien het onwaarschijnlijk was dat Æthelbert van Kent een missie, die de openlijke steun had van zijn vrouw en haar machtige verwanten, slecht zou behandelen. Verder konden de Franken het wel waarderen dat zij de kans kregen om deel te nemen aan een missie die hun invloed in Kent potentieel zou uitbreiden. Chlotharius in het bijzonder had behoefte aan een hem vriendelijk gezinde heerser aan de andere kant van het Kanaal om zo de handen vrij te hebben tegen hem vijandig gezinde collega-Frankische koningen.
Bronnen maken geen melding van de reden waarom paus Gregorius nu juist een monnik als hoofd van de missie aanstelde. Paus Gregorius schreef eens een brief aan Æthelberht waarin hij Augustinus aanprees vanwege zijn kennis van de Bijbel; Augustinus was dus duidelijk goed opgeleid. Een andere benodigde kwalificatie was administratieve competentie. Gregorius was behalve paus ook abt van Sint Andreas. Het dagelijks bestuur van deze abdij liet de paus echter aan Augustinus over.

## Aankomst en eerste pogingen
Augustinus werd vergezeld door een groep van ongeveer 40 metgezellen, waaronder Laurentius van Canterbury, zijn latere opvolger als aartsbisschop. Een aantal leden van het reisgezelschap waren monniken. Kort nadat men Rome had verlaten, in de Provence, rezen er twijfels. De missionarissen weigerden verder te reizen, ontmoedigd door de zware taak die voor hen lag en uit vrees voor moeilijkheden met de Angelsaksische bevolking. Zij stuurden Augustinus terug naar Rome om daar pauselijke toestemming te vragen om toch maar terug te mogen keren. Gregorius weigerde echter en stuurde Augustinus terug met brieven, die de missionarissen moesten stimuleren om te volharden.
In 597 landden Augustinus en zijn metgezellen in Kent, op het eiland Thanet. Ze behaalden kort na aankomst een aantal initiële successen. Æthelberhts stond het de missionarissen toe om zich in zijn hoofdstad Canterbury te vestigen en daar te prediken. Zij gebruikten daar de kerk van Sint Martinus voor hun diensten. Noch Beda noch Gregorius vermeldt de datum van Æthelberhts bekering, maar deze vond waarschijnlijk in 597 plaats. In een brief van Gregorius uit 601 aan de koning en de koningin wordt echter sterk geïmpliceerd dat de koningin niet in staat was om de bekering van haar man te bewerkstelligen; het probleem van de datering is waarschijnlijk een chronologische fout van Beda. In de vroegmiddeleeuwse kerk was de bekering van de heerser een noodzakelijke voorwaarde voor  grootschalige bekeringen en uit de brieven blijkt dat Augustinus binnen een jaar na zijn komst grote aantallen bekeerlingen in Kent maakte. In 601 schreef Gregorius aan zowel Æthelberht en Bertha, waarin hij de koning zijn zoon noemde en naar zijn doop verwees. Een laatmiddeleeuwse traditie, opgetekend door de 15e-eeuwse kroniekschrijver Thomas Elmham, geeft de datum van de konings bekering als Pinksterzondag, 2 juni 597. Hoewel er hiervoor geen ander bewijs voorligt, is er geen reden om aan deze datum te twijfelen. Tegen een datum in 597 pleit een brief van Gregorius aan de patriarch Eulogius van Alexandrië uit juni 598, waarin het aantal bekeerlingen dat door Augustinus gemaakt werd, wordt genoemd, maar waar niets in staat over de doop van de koning. Het is echter duidelijk dat de koning in 601 was bekeerd. Zijn doop vond waarschijnlijk in Canterbury plaats.
Augustinus vestigde zijn bisschoppelijke zetel in Canterbury. Het is niet duidelijk waar en wanneer Augustinus tot bisschop is gewijd. Beda, die ongeveer een eeuw later schreef, beweert dat Augustinus na de bekering van Æthelberht door de Frankische aartsbisschop Ætherius van Arles werd gewijd. Eigentijdse brieven van paus Gregorius verwijzen echter al naar Augustinus als bisschop, nog voordat hij in Engeland aankwam. Een brief van Gregorius uit september 597 noemt Augustinus een bisschop en een tien maanden later gedateerde brief zegt dat Augustinus op Gregorius' bevel door bisschoppen uit de Duitse landen werd gewijd. De historicus R.A. Markus bespreekt de verschillende theorieën over waar en wanneer Augustinus werd gewijd. Hij suggereert dat hij vóór zijn aankomst in Engeland werd gewijd, maar beargumenteert dat het bewijs het niet toelaat om precies uit te maken waar dit heeft plaatsgevonden.
Al snel na zijn aankomst stichtte Augustinus op door de koning geschonken grond het klooster van de heilige Petrus en Paulus, de latere St Augustine's Abbey. Van deze stichting wordt vaak beweerd dat het de eerste benedictijnenabdij buiten Italië was, en dat met de oprichting ervan Augustinus de regels van Benedictus in Engeland introduceerde, maar er is geen bewijs dat de abdij de Benedictijnse Regels op het moment van haar oprichting volgde. In een brief uit 598 schreef Gregorius aan de patriarch van Alexandrië dat hij meer dan 10.000 christenen had gedoopt. Dit aantal kan zijn overdreven, maar er is geen reden om eraan te twijfelen dat er inderdaad sprake is geweest van een massale bekering. Er waren waarschijnlijk echter ook al enkele christenen voordat Augustinus arriveerde, nazaten van de christenen die ten tijde van het Late Romeinse Rijk in Britannia woonden. Zij hebben echter zo goed als geen literaire sporen nagelaten. Een ander effect van de bekering van de koning door de Augustijnse missie was dat de Frankische invloed op de zuidelijke koninkrijken van Britannia verminderde.
Na deze bekeringen stuurde Augustinus Laurentius terug naar Rome met een verslag van zijn successen, samen met vragen over het vervolg van de missie. Beda maakt gewag van de brief en Gregorius' antwoorden in hoofdstuk 27 van zijn Historia ecclesiastica gentis Anglorum. Dit deel van de Historia staat meestal bekend als de Libellus responsionum. Augustinus vroeg Gregorius' advies over een aantal kwesties, waaronder de manier hoe de kerk georganiseerd moest worden, straffen voor kerkrovers, aanwijzingen over wie met wie mocht trouwen en de wijding van bisschoppen. Andere onderwerpen waren de betrekkingen tussen de kerken van Britannia en Gallië, geboorte en doop, en wanneer het geoorloofd was dat mensen communie mochten ontvangen en wanneer een priester een mis mocht vieren.
In 601 werden er aanvullende missionarissen uit Rome gezonden. Zij brachten een pallium voor Augustinus mee, alsmede praktische geschenken in de vorm van liturgisch vaatwerk, kerkelijke gewaden, relieken en boeken.
Het pallium was het symbool van de metropoliete status. Het betekende dat Augustinus nu een aartsbisschop was die ondubbelzinnig met de Heilige Stoel werd geassocieerd. Samen met het pallium arriveerde een brief van Gregorius die de nieuwe aartsbisschop de opdracht gaf om zo snel mogelijk twaalf suffragaanbisschoppen te wijden en een bisschop naar York te sturen. Gregorius' plan was dat er twee metropolieten zouden komen, een in York en een in Londen, met onder elke aartsbisschop twaalf suffragaanbisschoppen. Als onderdeel van dit plan werd van Augustinus verwacht dat hij zijn aartsbisschoppelijke zetel vanuit Canterbury naar Londen zou verplaatsen. Deze verplaatsing van Canterbury naar Londen heeft echter nooit plaatsgehad. Er zijn geen contemporaine bronnen die de reden geven, maar de meest waarschijnlijke was omdat Londen geen deel uitmaakte van Æthelberhts Kentse koninkrijk. In plaats daarvan was Londen een onderdeel van het koninkrijk Essex, dat werd geregeerd door Æthelberhts neef, Saebert van Essex, die zich in 604 tot het christendom had bekeerd. De historicus S. Brechter heeft gesuggereerd dat de metropolitane zetel inderdaad naar Londen werd verplaatst en dat Canterbury pas na de dood van Æthelberht en het daaropvolgende verlaten van de Londense bisschopszetel de definitieve aartsbisschoppelijke zetel werd. Deze theorie spreekt Beda's versie van de gebeurtenissen echter tegen.

## Additioneel werk
In 604 stichtte Augustinus twee nieuwe bisdommen in Brittannië. Hij wijdde twee mannen die in 597 samen met hem naar Brittannië waren gekomen, Mellitus werd bisschop van Londen en Justus werd bisschop van Rochester. Beda vertelt dat Augustinus met de hulp van de koning een kerk "herstelde" die door Romeinse christenen in Canterbury was gebouwd. Het Latijnse woord recuperauit kan ofwel worden  vertaald als "gerepareerd" of als "hersteld". Sherley-Price vertaalt de zin als "Na zijn bisschopszetel in de koninklijke hoofdstad te hebben verkregen, zoals reeds eerder is verteld, startte Augustinus met hulp van de koning met de reparatie van een kerk waarvan werd verteld dat hij lang geleden door de Romeinse christenen zou zijn gebouwd."

## Verdere successen

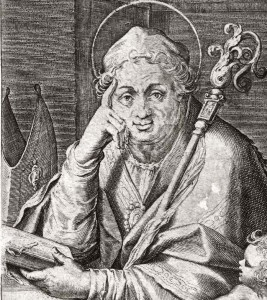
Augustinus van Canterbury

Gemakkelijker om uit te voeren waren de mandaten uit Rome inzake heidense tempels en feesten. De tempels moesten worden ingewijd voor christelijk gebruik, en de feesten moesten, indien mogelijk, verplaatst worden naar feestdagen voor christelijke martelaren. Zo was er ook een bepaalde religieuze plaats die werd gezien als zijnde een heiligdom voor een lokale St. Sixtus. De plaatselijke vereerders wisten echter niets te berichten over leven en dood van deze martelaar. Zij kunnen inheemse christenen zijn geweest, maar Augustinus behandelde hen niet als zodanig. Toen Gregorius hierover werd geïnformeerd, gaf hij Augustinus de opdracht om deze cultus te stoppen en om het heiligdom voortaan te gebruiken voor de heilig verklaarde Romeinse paus Sixtus II.
Gregorius vaardigde ook wetten uit die het gedrag van zowel leken als geestelijkheid moest reguleren. Hij plaatste de nieuwe missie rechtstreeks onder pauselijk gezag en maakte hierdoor duidelijk dat de Frankische bisschoppen geen gezag zouden hebben over de Angelsaksische bisschoppen en vice versa. Andere directieven betroffen de opleiding van de lokale geestelijkheid en het gedrag van de missionarissen.
The King's School in Canterbury beschouwt Augustinus als haar stichter. Als dit waar zou zijn, zou The King's School de oudste nog bestaande school zijn. De eerste op schrift vastgelegde bewijsstukken van het bestaan van deze school dateren echter uit de 16e eeuw. Augustinus richtte inderdaad een school op. Kort na zijn dood was Canterbury bijvoorbeeld al in staat om leraren uit te zenden ter ondersteuning van de missie in East Anglia. Augustinus ontving liturgische boeken van de paus, maar de precieze inhoud van deze boeken is onbekend. Het kunnen een aantal van de nieuwe misboeken zijn geweest, die in deze tijd werden geschreven. De exacte liturgie die Augustinus in Engeland heeft geïntroduceerd blijft onbekend, maar het zal een vorm van de Latijnse liturgie zijn geweest, die toen ook in Rome in gebruik was.

## Dood en nalatenschap

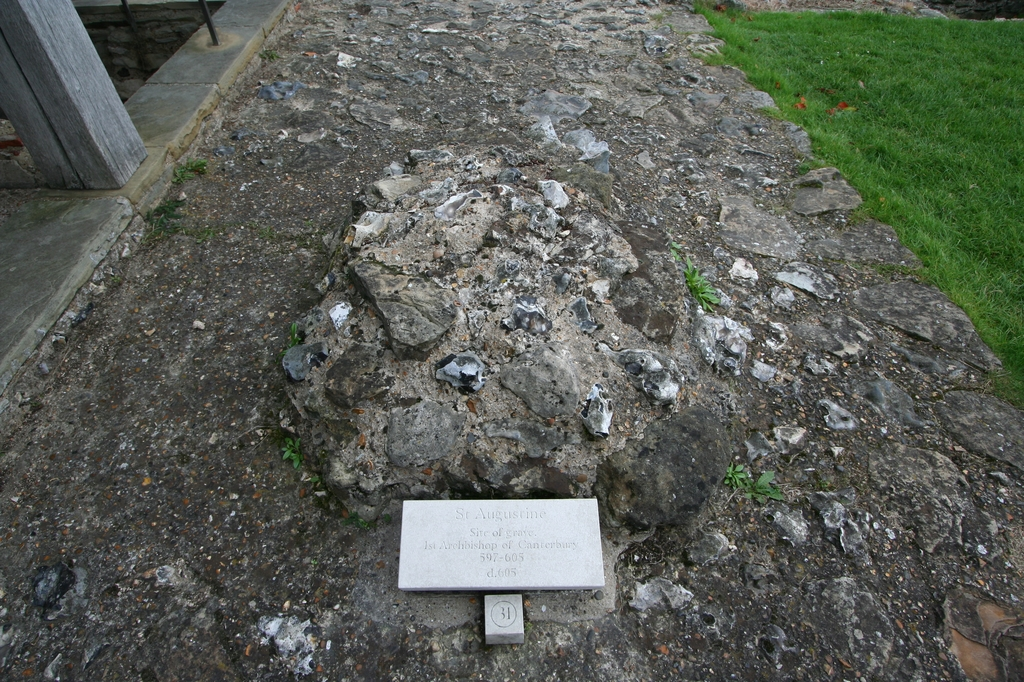
Graf van Augustinus in Canterbury.

Augustinus wijdde nog voor zijn dood Laurentius tot zijn opvolger als aartsbisschop van Canterbury, waarschijnlijk om zo een ordelijke overdracht van het ambt te garanderen. Hoewel de missie ten tijde van de dood van Augustinus, op 26 mei 604, nauwelijks verder dan de grenzen van  het koninkrijk Kent reikte, introduceerde de Gregoriaanse missie een meer actieve missiestijl op de Britse eilanden. Ondanks de aanwezigheid van christenen in Ierland en Wales was er nog niet geprobeerd om de Angelsaksische invallers tot het christelijk geloof te brengen. Augustinus werd uitgezonden om de nakomelingen van deze invallers te bekeren. Zijn missie moet achteraf worden beschouwd als van beslissende invloed op de verspreiding van het christendom op de Britse eilanden. Een groot deel van zijn succes had Augustinus te danken aan zijn nauwe relatie met Æthelberht, wat de aartsbisschop de nodige tijd gaf om het christelijk geloof wortel te laten schieten. Het voorbeeld van Augustinus is ook van invloed geweest op de grote missionaire activiteiten van de Angelsaksische kerk in latere eeuwen.
Augustinus' lichaam werd oorspronkelijk begraven in de portiek van wat nu de Sint Augustinusabdij in Canterbury is. Later werd zijn lichaam opgegraven en in een graf binnen de abdijkerk geplaatst. Dit graf werd een bedevaartsoord en plaats voor verering. Na de Normandische verovering van Engeland werd de cultus van Sint-Augustinus actief gepromoot. Na de verovering kreeg zijn heiligdom in de Sint Augustinusabdij een centrale ligging in een van de axiale kapellen. De kapel van Augustinus werd geflankeerd door de heiligdommen van zijn opvolgers de aartsbisschoppen Laurentius en Mellitus. Koning Hendrik I van Engeland verleende aan de Sint-Augustinusabdij het recht om van 8 september tot en met 13 september een zesdaagse jaarmarkt te organiseren rond de datum waarop Augustinus' relikwieën naar zijn nieuwe schrijn werden getransleerd.
Rond 1090 verscheen er van de hand van de monnik Goscelin een vita van Augustinus. Deze hagiografie plaatste  Augustinus in een ander licht dan het verhaal van Beda. Goscelins verhandeling bevatte weinig nieuwe historische inhoud, maar werd voornamelijk gevuld met wonderen en ingebeelde toespraken. Voortbouwend op deze verhandeling gingen latere middeleeuwse schrijvers door om nieuwe wonderen en verhalen aan Augustinus toe te schrijven. Men ging hierbij vaak heel fantasievol te werk.

### Voetnoten
1. ↑  Delaney, Dictionary of Saints, blz. 67-68
2. 1 2  Hindley, Brief History of the Anglo-Saxons, blz. 3-9
3. 1 2 3  Mayr-Harting, The Coming of Christianity, blz. 78-93
4. ↑  Frend "Roman Britain" Cross Goes North, blz. 80-81
5. ↑  Frend, "Roman Britain" Cross Goes North, blz. 82-86
6. ↑  Yorke, Conversion of Britain, blz. 115-118 bespreekt de kwestie wat de "Keltische Kerk" nu precies was.
7. ↑  Yorke, Conversion of Britain, blz. 121
8. ↑  Stenton, Anglo-Saxon England, blz. 102
9. 1 2  Mayr-Harting, The Coming of Christianity, blz. 32-33
10. ↑  Kirby, Earliest English Kings, blz. 23
11. ↑  Stenton, Anglo-Saxon England, blz. 104-105
12. ↑  Jones, "Gregorian Mission", Speculum
13. 1 2 3 4  Stenton, Anglo-Saxon England, blz. 105-106
14. ↑  Kirby, Earliest English Kings, blz. 24-25
15. 1 2  Nelson "Bertha (ca. 565, gestorven na 601)" Oxford Dictionary of National Biography
16. 1 2 3  Hindley Brief History of the Anglo-Saxons, blz. 33-36
17. ↑  Wood, "Mission of Augustine of Canterbury", Speculum, blz. 9-10
18. ↑  Gregorius zou geïnformeerd wie deze slaven waren. Hij kreeg te horen dat zij Angelen uit het eiland Brittania waren. Gregorius antwoordde toen dat zij hem zij eerder Engelen dan Angelen toeschenen.
19. ↑  Bede, History of the English Church and People, blz. 99-100
20. ↑  Mayr-Harting, The Coming of Christianity, blz. 57-59
21. 1 2 3 4 5 6  Mayr-Harting, "Augustine [St Augustine] (gestorven 604)" Oxford Dictionary of National Biography
22. ↑  Brooks, Early History of the Church of Canterbury, blz. 6-7
23. ↑  Kirby, Earliest English Kings, blz. 27
24. ↑  Brooks, Early History of the Church of Canterbury, blz. 4-5
25. ↑  Brooks, Early History of the Church of Canterbury, blz. 6
26. ↑  Wood, "Mission of Augustine of Canterbury", Speculum, blz. 9
27. 1 2 3  Fletcher, The Barbarian Conversion, blz. 116-117
28. 1 2  Spectrum Encyclopedie, Uitgeverij Het Spectrum en Aurex, 2005.
29. ↑  Blair, An Introduction to Anglo-Saxon England, blz. 116-117
30. 1 2 3 4  Brooks, Early History of the Church of Canterbury, blz. 8-9
31. ↑  Wood "Mission of Augustine of Canterbury", Speculum, blz. 11
32. ↑  Beda's chronologie kan er iets naast zitten, aangezien hij de dood van de koning in februari 616 plaatst, en tevens zegt dat de koning 21 jaar na zijn bekering stierf. Dit zou de bekering in 595 plaatsen, nog voor de missie van Augustinus, en direct in tegenspraak met Bedes eigen opmerking dat de bekering van de koning te danken was aan de missie van Augustinus.
33. 1 2  Kirby, Earliest English Kings, blz. 28
34. ↑  De brief, zoals vertaald in Brooks' Early History of the Church of Canterbury, blz. 8, zegt "preserve the grace he had received" (behouden van de genade die hij had ontvangen). Met Grace (genade) wordt in deze context de genade van de doop bedoeld.
35. ↑  Higham, Convert Kings, blz. 56
36. ↑  Brooks, Early History of the Church of Canterbury, blz. 5
37. ↑  Markus, Chronology of the Gregorian Mission, Journal of Ecclesiastical History, blz. 24-29
38. 1 2  Blair, Church in Anglo-Saxon Society, blz. 61-62
39. ↑  Lawrence, Medieval Monasticism, blz. 55
40. ↑  Frend, "Roman Britain" Cross Goes North, blz. 79
41. ↑  Kirby, Earliest English Kings, blz. 29
42. ↑  Stenton, Anglo-Saxon England, blz. 106
43. ↑  Lapidge, "Laurentius" Blackwell Enclyclopaedia of Anglo-Saxon England
44. 1 2  Bede, A History of the English Church, blz. 71-83.
45. ↑  Wat hiermee in latere jaren gebeurde is niet bekend. Thomas Elmham, een 15e-eeuwse kroniekschrijver in Canterbury, gaf een aantal theorieën over hoe de meeste van deze objecten verloren zouden kunnen zijn gegaan. Hij overwoog ook de mogelijkheid dat deze voorwerpen ten tijdee vande Deense aanvallen in de 9e en 10e eeuw zouden zijn verborgen en niet meer zijn teruggevonden na de Normandische verovering van Engeland in 1066. Mogelijk zouden zij zijn gebruikt om het losgeld voor koning Richard I van Engeland te betalen in de jaren 1190.
46. ↑  Dodwell, Anglo-Saxon Art, blz. 10
47. ↑  Het overlevende Sint Augustinus-evangeliarium, (Corpus Christi College (Cambridge) manuscript (MS) 286), is een 6e-eeuwse in Italia geïllumineerd evangeliarium, dat in het bezit van Augustinus van Canterbury zelf kan zijn geweest. Traditioneel wordt dit werk in verband gebracht met de Gregoriaanse missie.
48. ↑  Dodwell, Anglo-Saxon Art, blz. 96 en 276 voetnoot 66
49. ↑  Een ander mogelijk overlevend werk is een kopie van de Regels van Sint-Benedictus, nu MS Oxford Bodleian Hatton 48
50. ↑  Colgrave, "Introduction" Earliest Life of Gregory the Great, blz. 27-28
51. ↑  Lapidge, Anglo-Saxon Library, blz. 24-25, Een andere mogelijk bewaard gebleven boek is een evangelarium, in een Italiaanse hand, en nauw verwant aan het evangelarium van Augustinus, nu in MS Oxford Bodelian Auctarium D.2.14, met daarin bewijs dat het werk in het juiste tijdvak in Angelsaksische handen is geweest. Ten slotte is er een fragment van een werk van Gregorius de Grote, nu in handen van de British Library als onderdeel van MS Cotton Titus C, dat in Engeland in gezelschap van de missionarissen van de Gregoriaanse missie kan zijn aangekomen.
52. ↑  Brooks, Early History of the Church of Canterbury, blz. 9-11
53. ↑  Fletcher, The Barbarian Conversion, blz. 453
54. ↑  Brooks, Early History of the Church of Canterbury, blz. 11-14
55. ↑  Hayward, "St Justus" Blackwell Encyclopaedia of Anglo-Saxon England, blz. 267-268
56. ↑  Lapidge, "St Mellitus", Blackwell Encyclopedie of Anglo-Saxon England, blz. 305-306
57. ↑  Brooks, Early History of the Church of Canterbury, blz. 50
58. ↑  Het originele Latijn kan men teruglezen in boek 1, hoofdstuk 33 van Bede. Een online versie staat op zie hier. De zin in kwestie luidt "AT Augustinus, ubi in regia ciuitate sedem episcopalem, ut praediximus, accepit, recuperauit in ea, regio fultus adminiculo, ecclesiam, quam inibi antiquo Romanorum fidelium opere factam fuisse didicerat, et eam in nomine sancti Saluatoris Dei et Domini nostri Iesu Christi sacrauit, atque ibidem sibi habitationem statuit et cunctis successoribus suis ". Gearchiveerd op 9 november 2020.
59. ↑  zie hier in Historiam Ecclesiasticam Gentis Anglorum : Liber Primus, The Latin Library, Ad Fontes Academy,
60. ↑  Bede, History of the English Church and People, blz. 91
61. ↑  Thomson, Western Church, blz. 8
62. ↑  Blair, Church in Anglo-Saxon Society, blz. 24
63. ↑  Stenton, Anglo-Saxon England,  blz. 107-108
64. ↑  597 and all that: A Brief History of the King's School, zie hier, Canterbury, The King's School, Canterbury.
65. ↑  Brooks, Early History of the Church of Canterbury, blz. 94-95
66. ↑  Mayr-Harting, Coming of Christianity, blz. 173-174
67. ↑  Hindley, Brief History of the Anglo-Saxons, blz. 43
68. ↑  Stenton, Anglo-Saxon England pp. 110–111
69. ↑  Collins, Early Medieval Europe, blz. 185
70. ↑  Mayr-Harting, Coming of Christianity, blz. 249.
71. ↑  Mayr-Harting, Coming of Christianity, blz. 265-266
72. ↑  Wood, "Mission of Augustine of Canterbury", Speculum, blz. 8
73. ↑  Nilson Cathedral Shrines, blz. 67
74. ↑  Nilson, Cathedral Shrines, blz. 93
75. ↑  Gameson en Gameson, "From Augustinus to Parker", Anglo-Saxons, blz. 17-20
76. ↑  Gameson en Gameson, "From Augustinus to Parker", Anglo-Saxons, blz. 19

- Bibsys: 71066
- Biblioteca Nacional de España: XX5021619
- Gemeinsame Normdatei: 119317958
- International Standard Name Identifier: 0000 0001 0354 6576
- Library of Congress Control Number: n82166612
- Nationale bibliotheek van Australië: 53004667
- Nationale Bibliotheek van Israël: 987007275033605171
- Nationale Bibliotheek van Polen: a0000001182954
- Nederlandse Thesaurus van Auteursnamen: 086197029
- LIBRIS: 174789
- SNAC: w6cr6k95
- Système universitaire de documentation: 052518477
- Trove: 1533128
- Virtual International Authority File: 13667918
- WorldCat: E39PCjMyQWCQVwGm4XdJhdbFfC